# Deklaracja lipska
Deklaracja lipska (ang. Leipzig Declaration on Global Climate Change) – dokument podpisany w 1995 roku, podważający dotychczasowy kompromis naukowy w kwestii zmian klimatu. 
Wszystkie wersje deklaracji lipskiej, stwierdzające brak konsensusu co do istoty zmian klimatu, stojące w opozycji do protokołu z Kioto, zostały opracowane przez Freda Singera z Science & Environmental Policy Project (SEPP). Istnieje wiele wątpliwości co do autorytetu naukowego wielu sygnatariuszy deklaracji. Jak informował autor dokumentu, pod drugą, opublikowaną w 1997 roku wersją dokumentu, rzekomo widniały podpisy ponad 100 osób. Wśród nich pojawiło się jednak 25 prezenterów bądź synoptyków opracowujących prognozy pogody dla stacji telewizyjnych, 14 badaczy nieposiadających w rzeczywistości tytułu profesora oraz kilkudziesięciu naukowców niezaangażowanych w badania klimatologiczne. 
Postanowienia pierwszej z trzech deklaracji zostały wypracowane podczas konferencji, odbywającej się w dniach 9–10 listopada 1995 w Lipsku, zorganizowanej przez niemieckiego profesora, Helmuta Metznera. Dwa lata później, 10 i 11 listopada 1997 w Bonn odbyło się podobne spotkanie naukowe, podczas którego powstała druga z wersji dokumentu.
Według dużej części współczesnych klimatologów, deklaracja ta jest rodzajem kampanii dezinformacyjnej, prowadzonej przez ruchy negujące istnienie zmian klimatu, przy udziale tak zwanych fałszywych ekspertów.